# Jean-François de Troy
Jean-François de Troy (Parigi, 27 gennaio 1679 – Roma, 26 gennaio 1752) è stato un pittore francese.

## Biografia
Figlio d'arte, fu incoraggiato dal padre, François de Troy (1645-1730) noto ritrattista, che lo spinse a passare qualche anno in Italia, cosa che a quei tempi (e poi per molti anni ancora) costituiva una tappa obbligata per ogni pittore. Jean-François vi trascorse sette anni, fino al 1706. Rientrato a Parigi, fu ammesso all'Accademia di Belle Arti di Parigi nel 1708.
Fra il 1724 e il 1737 lavorò a Versailles e a Fontainebleau. Fra le altre opere creò i disegni per tappezzerie e arazzi della Manifattura dei Gobelins (Storia di Ester, Storia di Giasone ecc.).
Nel 1727 dipinse la tela Il riposo di Diana (oggi al Museo di Belle arti di Nancy), con la quale vinse il 1º Premio del Grande Concorso organizzato da duca d'Antin e da François Lemoyne. Nel 1738 venne nominato Direttore dell'Accademia di Francia a Roma, dove passò il resto della sua vita e dove ebbe molti allievi, fra cui la pittrice parigina Marianne Loir. Nel 1744 fu principe dell'Accademia di San Luca. Jean-François de Troy morì a Roma a 73 anni.

## Stile
Jean-François de Troy fu al tempo stesso un pittore di soggetti storici (e quindi anche mitologici, morali e religiosi) e un pittore "verista", più schietto, che amava ritrarre anche scene di vita quotidiana, quasi sulla linea di Watteau.

## Opere
- Susanna e i vecchioni, 1727 - Museo di Rouen
- L'Ascensione, 1721 - Museo di Rouen
- L'Assunzione - Museo di Rouen
- La Presentazione di Gesù al Tempio, 1710 - Museo di Rouen
- Il riposo di Diana
- Diana si muta in cervo
- Cristo dinanzi a Pilato, 1731 - Museo del Louvre
- Pranzo di ostriche, 1735 - Museo "Condé" di Chantilly (in questo quadro compare per la prima volta una bottiglia di Champagne)
- Pranzo di caccia, 1737 - Museo del Louvre
- La morte d'un cervo (opera perduta, faceva pendant con la precedente)
- Lo svenimento di Ester, 1737 - Museo del Louvre
- Il Trionfo di Mardocheo, 1739 - Museo del Louvre
- Il Disprezzo di Mardocheo verso Aman, 1740 - Museo del Louvre
- Autoritratto - Museo di Belle arti e Archeologia di Châlons-en-Champagne
- Ritratto di Madame de Tencin (opera perduta)
- Bacco e Arianna - Museo di Brest
- Il ratto delle Sabine - Museo "Antoine Lécuyer" di San Quintino
- Coriolano davanti a Roma - Museo "Antoine Lécuyer" di San Quintino
- Cristo nell'orto degli Olivi, 1751 - Cattedrale di Besançon
- La dichiarazione
- Il bagno di Betsabea, 1727 - Museo di Angers

## Galleria d'immagini

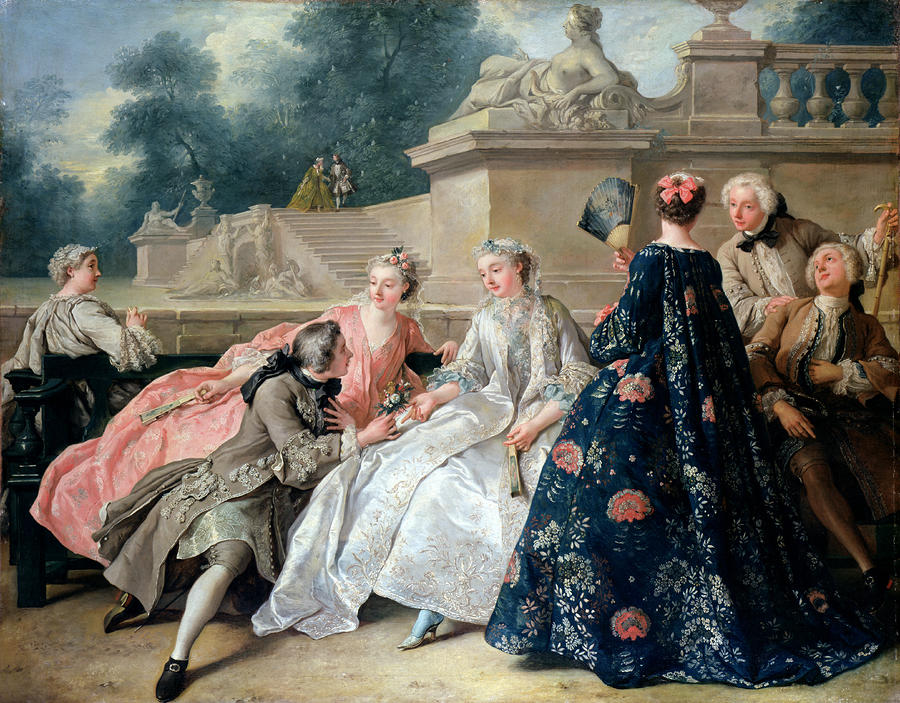
La dichiarazione
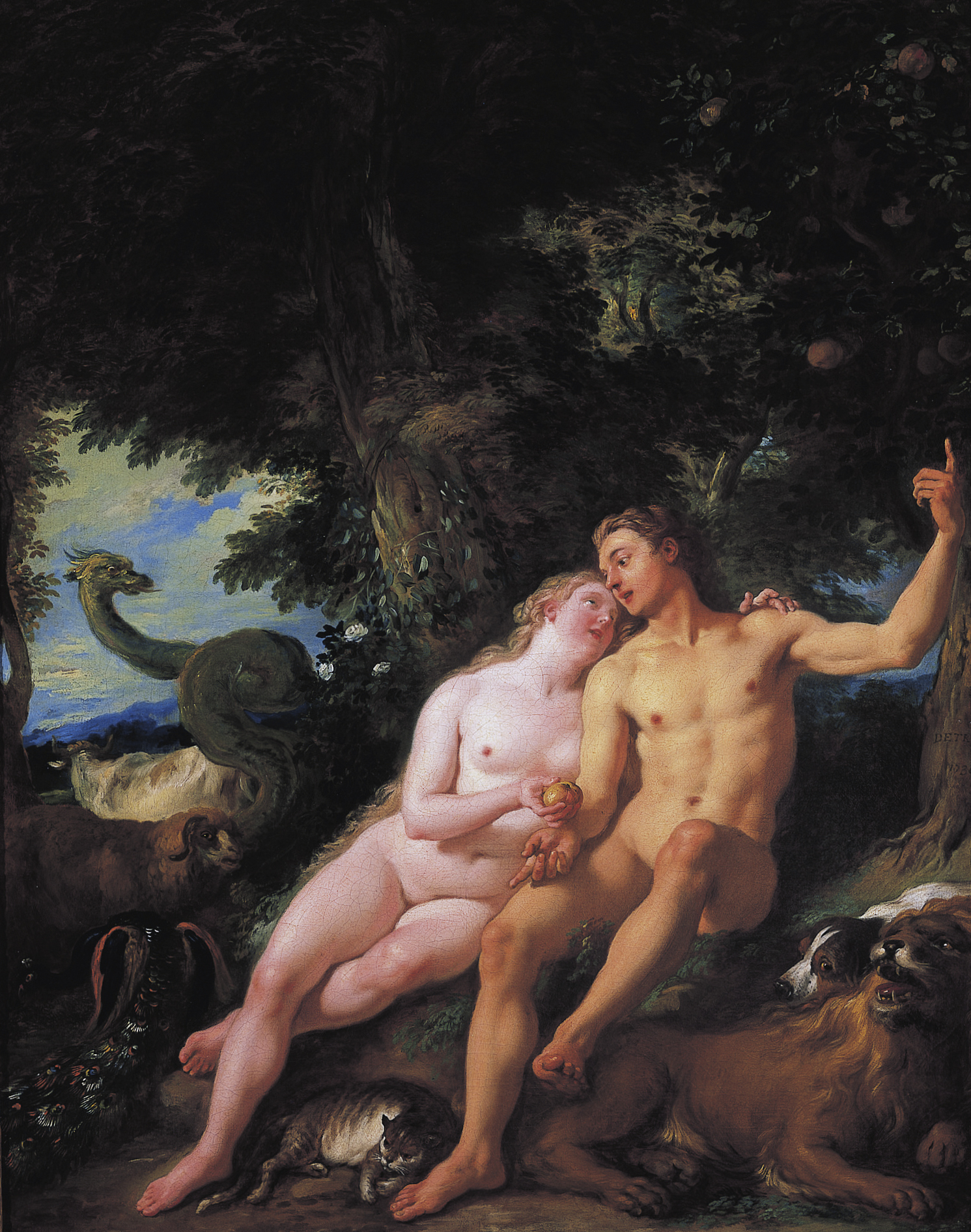
Adamo ed Eva
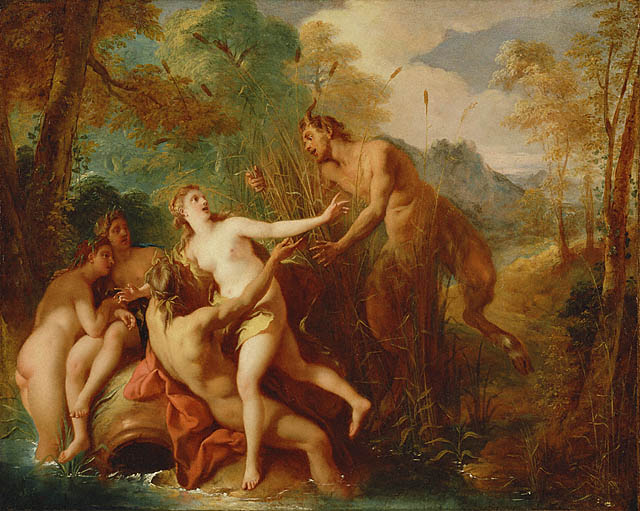
Pan e Siringe
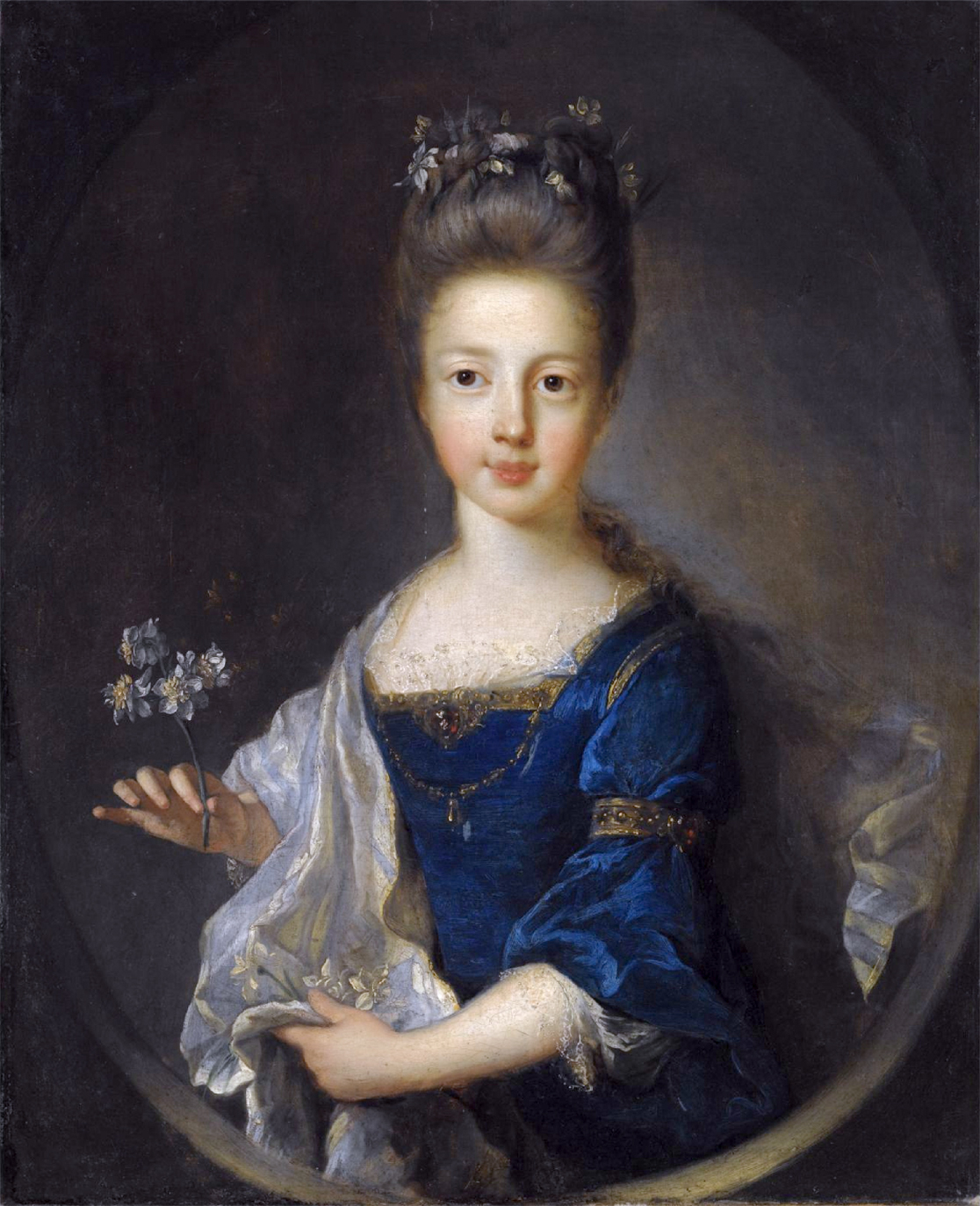
Luisa Maria Teresa Stuart